# Tupaia
Tupaia är ett släkte i familjen spetsekorrar med 15 arter. Släktets vetenskapliga namn är bildad av det malajiska ordet för ekorre.

## Kännetecken
Arterna i släktet har inte lika tät hårbeklädnad som andra spetsekorrar. De kännetecknas dessutom av en yvig svans och små öron. Pälsens färg varierar mellan rödbrun, olivgrön och grå, undersidan är vanligen ljusare. Liksom andra spetsekorrar har de en långdragen nos. Dessa djur når en kroppslängd mellan 14 och 23 centimeter och därtill kommer en ungefär lika lång svans. Vikten ligger mellan 100 och 300 gram.

## Utbredning
Utbredningsområdet sträcker sig från östra Indien, Nepal och sydöstra Kina över Sydostasien till Filippinerna samt öarna Borneo och Bali.

## Levnadssätt
Släktets medlemmar lever främst i skogen, ibland vistas de på odlingsmark eller till och med i trädgårdar. Liksom de flesta spetsekorrar är de aktiva på dagen. De vilar på natten i bon som är gömd bland rötter eller trädens håligheter. De flesta arterna lever på marken men de har bra förmåga att klättra i träd.
Individernas sociala beteende är troligen beroende på art. Hos vissa arter lever individerna i monogama par med ett revir och som markeras med sekret från doftkörtlarna. Hos andra arter har varje hane ett revir som överlappas med territorierna av upp till tre honor. Hanen har vanligen rätt att para sig med dessa honor. En tredje variant är större grupper där bara alfahanen har rätten att para sig med flockens honor.

## Föda
Dessa spetsekorrar är allätare som livnär sig av insekter, mindre ryggradsdjur, frön, frukter och blad.

## Fortplantning
Arterna i släktet kan para sig hela året men oftast sker parningen mellan februari och juni. Efter dräktigheten som varar i sju till åtta veckor föder honan ett till tre ungdjur. Dessa är i början blinda och nakna.
Släktets spetsekorrar har utvecklad ett speciellt system för ungarnas uppfostring. De bygger två bon, en för föräldrarna och en för ungdjuren. Bara varannan dag besöker honan ungarnas bo för att dia dem i loppet av cirka 15 minuter, annars måste ungarna klara sig själv. Efter tio till tjugo dagar öppnar ungarna sina ögon för första gången och efter ungefär fem veckor slutar honan att ge di. Nyfödda individer blir efter cirka tre månader könsmogna.
Vilda individer har vanligen en livslängd mellan två och tre år. I fångenskap kan de bli upp till 12 år gamla.

## Hot
Liksom flera andra djur i samma utbredningsområde hotas arterna av levnadsområdets förstöring samt av jakt. IUCN listar Tupaia chrysogaster och Tupaia nicobarica som starkt hotade (endangered) men för flera arter saknas populationsdata.

## Arter

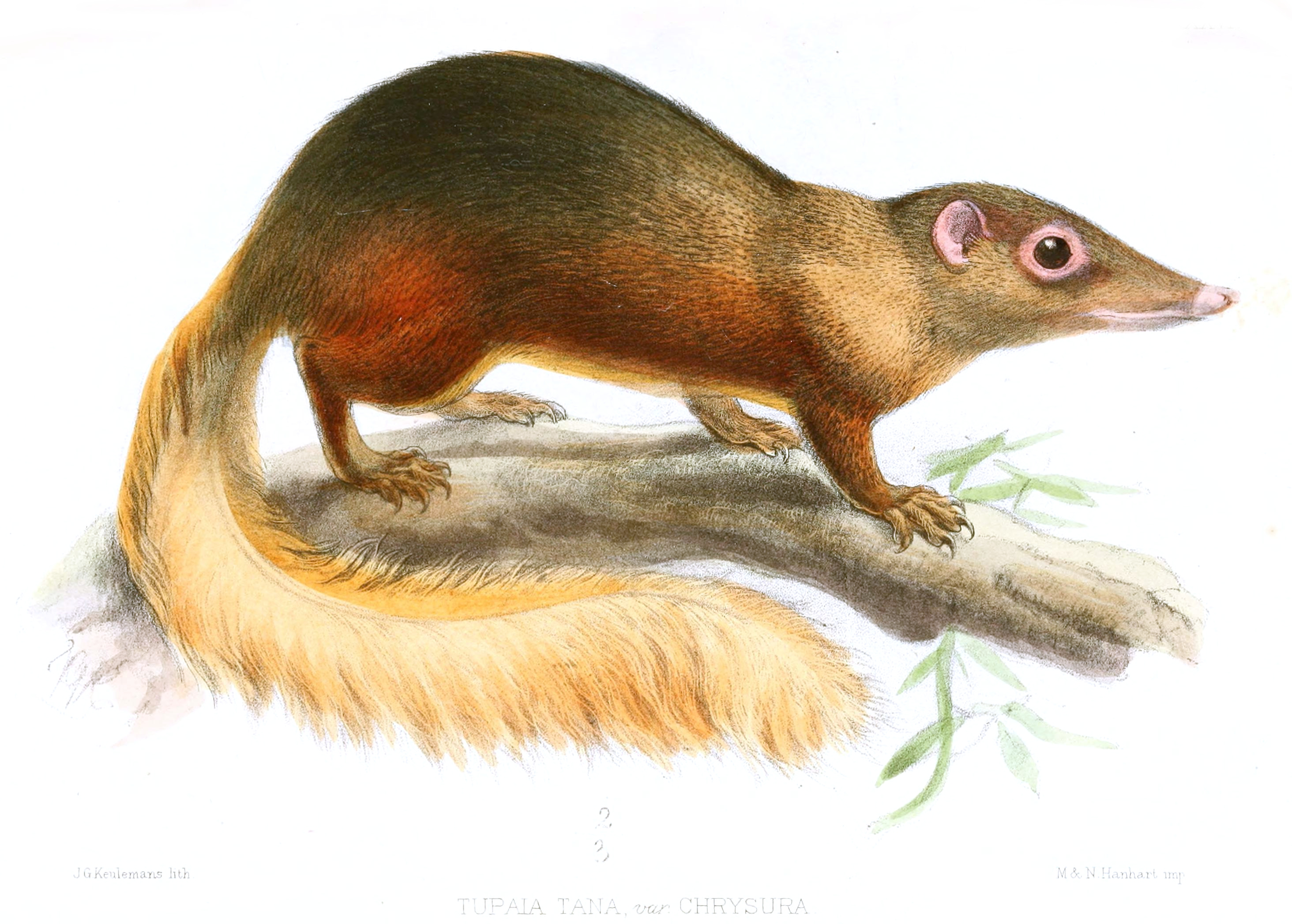
Tupaia tana, teckning av Joseph Smit

Wilson & Reeder (2005) listar 15 arter:
- Tupaia belangeri, utbredningsområdet sträcker sig från Indien och Nepal över Myanmar och sydöstra Kina till Thailand.
- Tupaia chrysogaster, är endemisk på Mentawaiöarna framför Sumatras sydvästra kustlinje.
- Tupaia dorsalis, förekommer på Borneo och kännetecknas av en svart längsgående strimma på ryggen.
- Tupaia glis, lever på södra Malackahalvön, Sumatra, Borneo och Java samt på flera öar av sydvästra Filippinerna.
- Tupaia gracilis, finns på Borneo.
- Tupaia javanica, lever på Sumatra, Java och Bali.
- Tupaia longipes, utbredningsområdet ligger på Borneo.
- Tupaia minor, lever på södra Malackahalvön, Sumatra och Borneo. I motsats till andra arter av släktet vistas den främst på träd.
- Tupaia moellendorffi, förekommer på mindre öar framför Palawans norra kustlinje.
- Tupaia montana, förekommer bara i bergstrakter av nordvästra Borneo.
- Tupaia nicobarica, är endemisk på Nikobarerna.
- Tupaia palawanensis, lever på ön Palawan som tillhör Filippinerna.
- Tupaia picta, är likaså endemisk på Borneo.
- Tupaia splendidula, förekommer bara på södra Borneo och mindre öar i samma region.
- Tupaia tana, är den största arten i släktet och har en svart strimma på ryggen, lever på Borneo och Sumatra.